# 오스티아
오스티아 (Ostia)는 이탈리아의 수도 로마 제5무니치피오에 속한 대도시이다. 티레네 해와 인접한 유일한 로마 무니치피오 (구)이기도 하며, 해마다 여름이면 수많은 로마 시민들이 이곳에 와서 휴가를 보낸다. 인구는 85,000명으로 이탈리아에서 가장 규모가 큰 프라치오네 단위 행정구역이기도 하다 (메스트레 시를 포함하냐에 따라 1~2위를 다툼). 오스티아리도 (Ostia Lido)나 리도디로마 (Lido di Roma), 리도디오스티아 (Lido di Ostia)라고도 한다.
오스티아는 티레니아해와 마주해 있으며 아칠리아와 가깝다. 또 피우미치노와는 테베레강 하구를 사이에 두고 있다.

## 역사
오스티아는 고대 로마의 항구도시였던 오스티아 안티카 유적지 부근에서 1884년에 세워졌다. 이렇게 늦게 마을이 들어선 까닭은 말라리아가 창궐하던 습지대 (일명 '오스티아 못')를 매립하면서 정착이 가능해졌기 때문이었다. 처음으로 정착한 주민들은 로마냐 지역의 라벤나에서 온 소작농들이었다. 1924년에는 로마-오스티아 철도가 개통하면서 이곳은 머지않아 로마 시민들의 인기 바다 휴양지가 되었다. 한편으로 바닷가 수많은 아르누보 양식의 빌라들이 지어지기도 했다.
오스티아와 로마 도심을 처음으로 이어준 것은 1907년에 개통된 오스티엔세 로 (Via Ostiense)였다. 파시스트 정권기에는 정부가 오스티아 시를 대규모로 확대 개발했고, 이 시기 스틸레리토리오에 새로운 건물들이 여럿 들어선 덕분에 오스티아의 시가지는 최종적인 건축 양식을 이루게 되었다. 로마를 잇는 두번째 도로 (마레 로, Via del Mare)와 해변 산책로, 해상 비행장 같은 기반시설 역시 이 시기에 지어졌다.

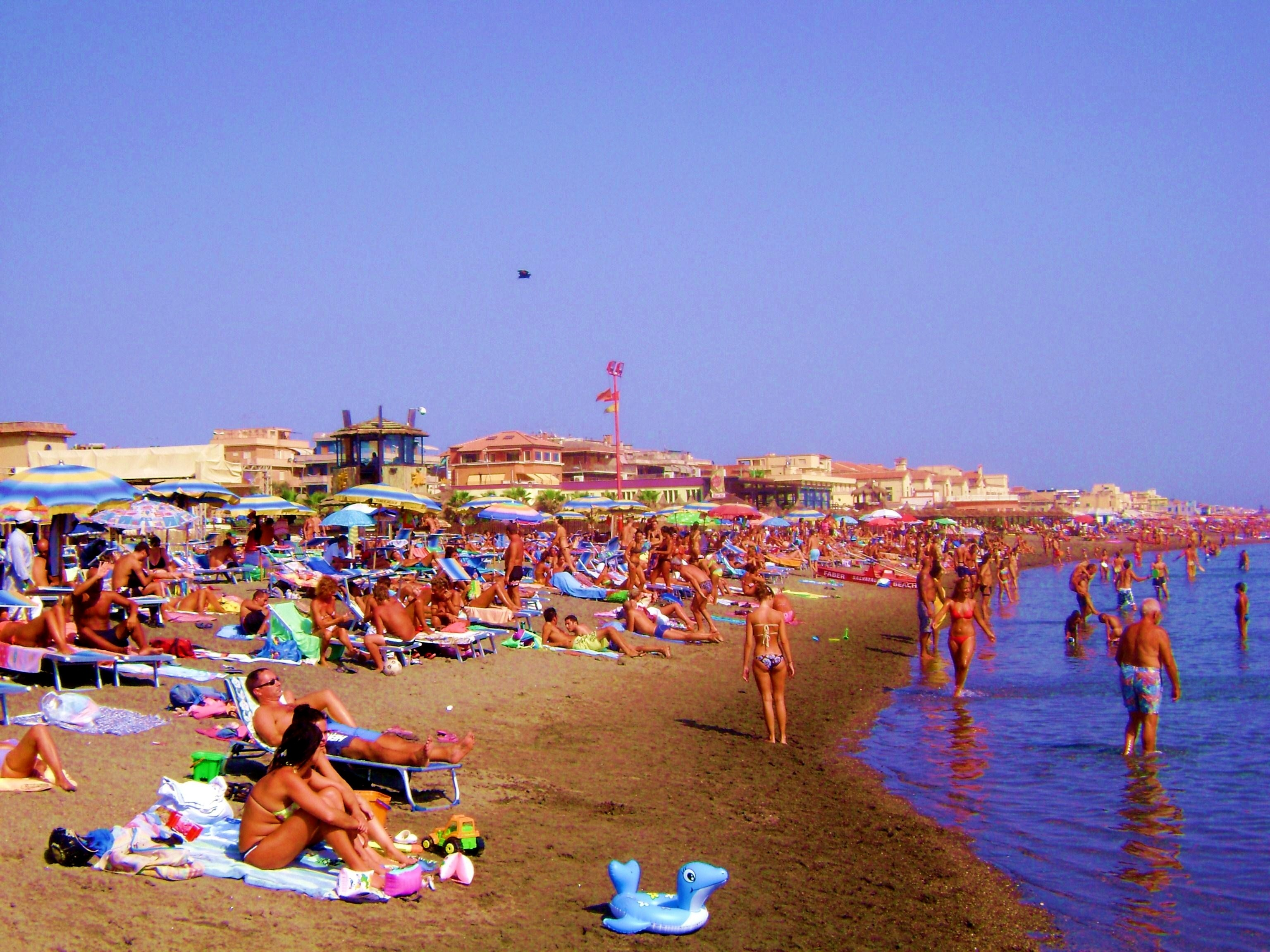
오스티아 해변가

제2차 세계 대전이 끝나자 오스티아에는 바닷가 쪽으로 목욕탕이 많이 들어서고, 관광객 호황을 누리게 되었다. 크리스토포로 콜롬보 대로 (Cristoforo Colombo)도 건설되어 로마의 EUR 지구와 연결됐으며, 1956년에는 인근 도시 피우미치노에 레오나르도 다 빈치 공항이 개항하면서 공항과 항공사 직원들을 위한 관광특구가 되었다. 하지만 70년대부터 해양 오염이 발생하면서 바다 휴양지로서의 인기가 잠시 움츠러들기도 했다.
1975년 11월 2일에는 이탈리아의 지식인이자 영화 감독, 시인이었던 피에르 파올로 파솔리니가 오스티아 해상 비행장 근처에서 암살당하는 사건이 벌어져 잠시 주목을 받았다. 다음해인 1976년에는 로마 코무네의 제13 무니치피오에 편입됐다.
오늘날 오스티아는 옛날에 비해 상당히 규모가 확장된 상태로, 카스텔푸사노 공원만이 오스티아를 로마 시의 다른 콰르티에르와 구분짓게 되었다.

## 교통

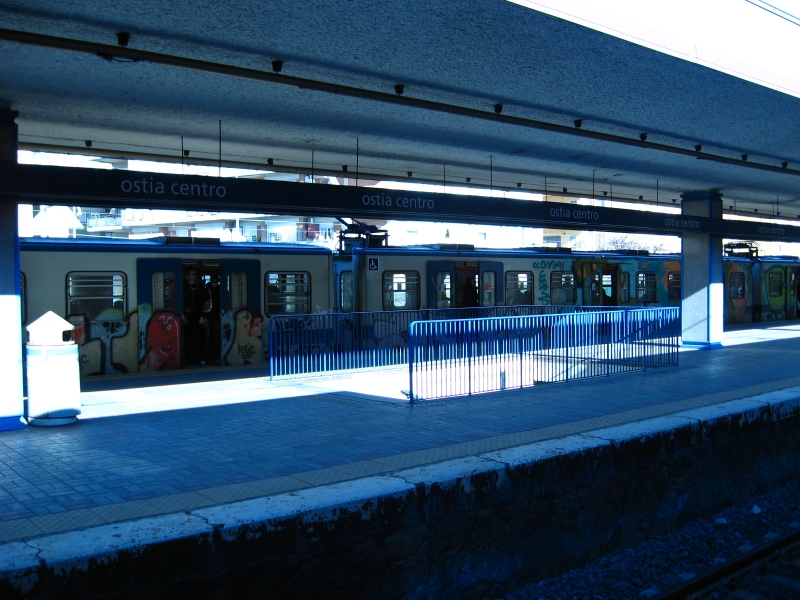
오스티아 리도 첸트로 역 승강장

오스티아와 로마 도심을 연결하는 지역철도인 로마-리도 선은 하루 90,000명의 승객이 이용하며 출퇴근 시간에는 차량이 12편까지 운행된다. 총연장 길이는 28.395km이며 중간역은 13개, 총 이동시간은 약 37분이다. 로마쪽 종착역은 로마 포르타 산 파올로 역으로 로마 지하철 B선의 피라미데 역과 일반 철도역인 로마 오스티엔세 역과 가깝다. 오스티아의 정차역은 오스티아 안티카 역, 오스티아 리도 역, 오스티아 스텔라 폴라레 역, 오스티아 카스텔 푸사노 역, 오스티아 크리스토포로 콜롬보 역이 있다.

## 같이 보기
| - 오스티아안티카 - 오스티아안티카 (지구) - 비아 오스티엔시스 - 아칠리아 | - 제13 무니치피오 - 로마-리도 선 - 오스티아 리도 첸트로 역 - A.S. 오스티아 마레 리도 칼초 |